# Don Carlos Buell

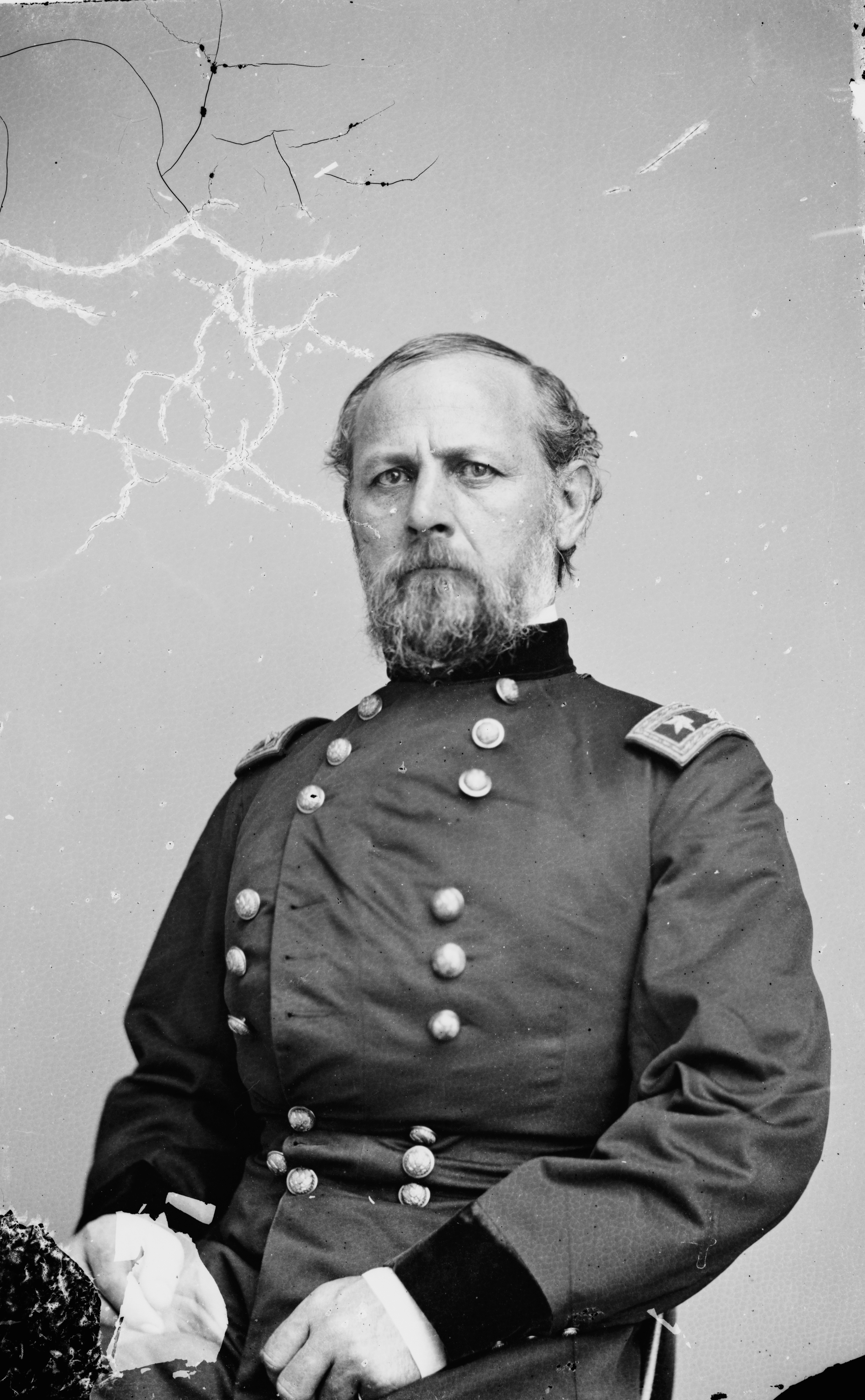
O major-general Buell.

Don Carlos Buell (23 de março, 1818 - 19 de novembro, 1898) foi oficial militar dos Estados Unidos da América que combateu nas Guerras Seminoles, na Guerra Mexicano-Americana e na Guerra da Secessão. Durante o estágio inicial desse último conflito desempenhou um papel importante na frente ocidental, conduzindo o Exército da União nas batalhas de Shiloh e Perryville.
Nascido no que hoje é  Lowell (Ohio),  ingressou na Academia Militar de West Point em 1837. Concluiu o curso como 32º entre os 52 formandos da extraordinária turma de 1841, que deu à Guerra Civil 20 oficias generais. Alocado à infantaria, lutou contra os Seminoles na Flórida, e depois contra o México, sendo gravemente ferido na Batalha de Churubusco. Naquele conflito obteve o brevet de Major.
O início da Guerra da Secessão encontrou o em San Francisco. Promovido em general de brigada de voluntários em maio de 1861, foi inicialmente alocado à organização e treinamento do Exército do Potomac. Em seguida assumiu o comando do Exército de Ohio,  com a missão de avançar do Kentucky para o leste de Tennessee. O seu avanço pelos vales dos rios Cumberland e Tennessee foi facilitado pelas vitórias de Ulysses Grant nas batalhas dos fortes Henry e Donelson. Assim, atingiu Nashville encontrando pouca oposição.
Em Shiloh, as tropas de Buell e de Lew Wallace chegaram ao campo de batalha ao anoitecer do primeiro dia de combate. Esse reforço de 25.000 novos soldados permitiu ao Grant trasformar o que prometia ser uma acachapante derrota em uma clara, embora extremanete custosa, vitória. Após servir sob Henry Halleck na Campanha de Corinth, foi promovido a Major-general de voluntários, em Março de 1862.
Em setembro do mesmo ano, retornou para o Kentucky para fazer frente a invasão do estado pelas tropas de Braxton Bragg. Ocupou Louisville sem oposição significativa. Em 8 de outubro enfrentou Bragg na Batalha de Perryville. Após grandes perdas para os dois lados, os confederados abandonaram o campo, mas a percepção de que Buell teria falhado em explorar o sucesso organizando uma perseguição rápida e vigorosa fez com que fosse removido do comando. Houve uma investigação por uma comissão militar a esse respeito, que acabou encerrada sem que desse qualquer recomendação. Ficou no agurado de novas ordens até maio de 1864, quando lhe foi dada baixa dos quadros de voluntários. No mês seguinte, solicitou reforma também do quadro de oficiais do exército regular. Houve uma recomendação de Grant para que fosse restaurado ao serviço ativo, mas essa jamais foi efetivada.
Na vida civil, dedicou se à operação de uma siderurgica e de uma mina de carvão no Kentucky, além de servir por algum tempo como agente de pensão do governo.